# Navidades
| Críticas profissionais | Críticas profissionais |
| Avaliações da crítica  | Avaliações da crítica  |
| Fonte                  | Avaliação              |
| ---------------------- | ---------------------- |
| Allmusic               | [ 1 ]                  |

Navidades é o 19º álbum de estúdio do cantor mexicano Luis Miguel, lançado em 2006. Neste álbum o cantor interpreta versões em espanhol das tradicionais cantigas de Natal.

## Faixas
| N.º            | Título                           | Compositor(es)                                  | Duração |  |
| 1.             | "Santa Claus Llegó a la Ciudad"  | Fred Coots Haven Gillespie Juan Carlos Calderón | 1:56    |  |
| 2.             | "Te Deseo Muy Felices Fiestas"   | Hugh Martin Ralph Blane Calderón                | 4:15    |  |
| 3.             | "Frente a la Chaminea"           | Johnny Marks Edgar Cortázar                     | 1:54    |  |
| 4.             | "Blanca Navidad"                 | Irving Berlin Calderón                          | 3:30    |  |
| 5.             | "Navidad, Navidad"               | Tradicional Calderón                            | 2:34    |  |
| 6.             | "Estaré En Mi Casa Esta Navidad" | Buck Ram Kim Gannon Walter Kent Calderón        | 2:48    |  |
| 7.             | "Mi Humilde Oración"             | David Foster Linda Thompson                     | 3:18    |  |
| 8.             | "Va A Nevar"                     | Jule Styne Sammy Cahn                           | 1:52    |  |
| 9.             | "Sonrié"                         | Charles Chaplin Styne Cahn                      | 3:07    |  |
| 10.            | "Llegó la Navidad"               | Dick Smith Felix Bernard                        | 2:05    |  |
| 11.            | "Noche de Paz"                   | Tradicional Calderón                            | 3:39    |  |
| Duração total: | Duração total:                   | Duração total:                                  | 30:58   |  |

## Singles
| #  | Título                          | LATIN POP |
| -- | ------------------------------- | --------- |
| 1. | "Mi Humilde Oración"            | #31       |
| 2. | "Santa Claus Llegó a la Ciudad" | #26       |

## Prêmios e indicações
Em 2007, Navidades recebeu uma indicação ao Grammy Awards na categoria "Melhor Álbum de Pop Latino".

## Charts
| Chart (2006)                      | Posição |
| --------------------------------- | ------- |
| Billboard 200                     | 51      |
| Billboard Latin Pop Albums        | 1       |
| Billboard Top Latin Albums        | 1       |
| Espanha (PROMUSICAE)              | 4       |
| México (AMPROFON Top 100)         | 1       |
| Chart (2007)                      | Posição |
| Billboard European Top 100 Albums | 82      |
| Billboard Top Holiday Albums      | 7       |

## Vendas e certificações
| Região | Certificação    | Vendas/distribuição |
| --- | --------------- | ------------------- |
| Argentina (CAPIF) | Platina         | 40.000x             |
| Espanha (PROMUSICAE) | Ouro            | 40.000^             |
| EUA (RIAA) | 2x Platina      | 200.000^            |
| México (AMPROFON) | 4x Platina+Ouro | 450.000^            |
| *vendas baseadas apenas na certificação ^distribuições baseadas apenas na certificação xdistribuições não-especificadas baseadas apenas na certificação |                 |                     |